# ГЕС Balbina
ГЕС Balbina — гідроелектростанція в Бразилії у штаті Амазонас за дві сотні кілометрів на північних схід від його столиці міста Манаус. Використовує ресурс річки Уатума, котра впадає ліворуч у Амазонку.
У руслі річки звели кам'яно-накидну греблю, тоді як бічні частини долини перекривають земляні ділянки. Ця споруда має загальну довжину 2,9 км та висоту 31 метр. Вона утримує велике водосховище, рівень поверхні якого в операційному режимі коливається між позначками 46 та 50 метрів НРМ, чому відповідає площа поверхні від 1580 км2 до 2360 км2. Водойма має об'єм до 17,5 млрд м3, з якого корисний об'єм становить 6 млрд м3. При цьому у нижньому б'єфі нормальний рівень знаходиться між позначками 24,3 та 27,2 метра НРМ з можливістю епізодичного підвищення до 34,6 метра НРМ.
Машинний зал обладнали п'ятьма турбінами типу Каплан потужністю по 50 МВт, які працюють при напорі у 21,25 метра.